# Нейрофанк
Нейрофанк (англ. neurofunk) — піджанр драм-енд-бейсу, який розвивався із текстепу в кінці 90х років. Відмінною рисою нейрофанку є підвищена увага до гостроти звучання, яка досягається за рахунок пилоподібних басів, гострих звуків і потужного ламаного ритму. Нерідко супроводжується похмурою і/або футуристичною атмосферою.
Нейрофанк заснований продюсерами Ed Rush, Optical, Matrix і Ryme Tyme в 1997—1998 роках в Лондоні. Він розвивався під впливом численних музичних жанрів — техно, хаусу, джазу. Їх вплив відчувався за рахунок використання струнких логічних і ритмічних побудов з різких звуків (stabs) в басовій лінії, які в свою чергу підтримувалися високотехнічними барабанними петлями з інверсивними елементами на підкладці. При цьому основним впливом завжди був класичний фанк, причому його найбільш темні й важкі психоделічні форми.

## Відоміподкаститамікси
Нейрофанк, як і будь-яка інша танцювальна музика, часто використовується у міксах ді-джеїв. Далі приведений список значущих подкастів та міксів:

### Подкасти
- Black Sun Empire Podcasts (mixed by Black Sun Empire, лейбл BSE Recordings)
- Black Seeds Podcasts (mixed by Noxius, лейбл Black Seeds Recordings)
- DNB.GE Podcasts (mixed by Alex Rayden)
- Mindtech Recordings Podcasts (лейбл Mindtech Recordings)
- Neosignal Podcasts (mixed by Phace & Misanthrop, лейбл Neosignal)

### Мікси
- Noisia — Invisible Studio Mix (Jan 2010)
- Deep Space 2 — The Grid (Mixed by Lunar Impulse)
- Deep Space 1 (Mixed by Lunar Impulse)
- Deep Space 4 — The Earth (Mixed by Lunar Impulse & UpLine)
- Mebsuta — Cryonics Core

### Мікси-релізи
- RESIDENTCD08 — Resident Magazine Promo Mix Vol. 8 (mixed by Black Sun Empire)
- FABRIC80 — Fabriclive 40 (mixed by Noisia)
- RESIDENTCD10 — Lifted Music Label Mix (mixed by Chris Renegade & Spor)